# Shunya Yoneda
Shunya Yoneda (født 5. november 1995) er en japansk fodboldspiller, som spiller for den japanske fodboldklub V-Varen Nagasaki.